# 王辛庄镇
王辛庄镇是中国北京市平谷区下辖的一个镇，位于平谷城区北侧，建设中的北京地铁平谷线平谷站位于该镇贾各庄村与兴谷街道、渔阳地区交界处。

## 行政区划
王辛庄镇下辖23个村委会：
小辛寨、大辛寨、王辛庄、太平庄、太后、胡家务、东古、西古、北辛庄、乐政务、后罗庄、齐各庄、许家务、放光庄、莲花潭、贾各庄、翟各庄、熊耳营、杨家会、井峪、东杏园、西杏园、北上营。